# Constantin Papp
Constantin Papp (n. 1/13 ianuarie 1896 – d. 1972) a fost un biolog român, profesor de botanică la Universitatea „Alexandru Ioan Cuza” din Iași și director (1937-1958) al Grădinii Botanice din Iași.

## Biografie
Constantin Papp a urmat studiile liceale la Liceul „Petru Rareș” în Piatra Neamț, obținând bacalaureatul în 1914. A urmat apoi studii universitare la Iași (secția de științe agricole a Facultății de Științe din Iași și licențiat al Facultății de Farmacie din Iași) și București (licențiat al Facultății de Științe de la Universitatea din București), susținând în 1926, sub conducerea profesorului Alexandru Popovici, teza de doctorat cu titlul „Contribuții la studiul briofitelor din Moldova”.
A fost profesor de botanică la Facultatea de Biologie din Iași între anii 1935-1964, specializat în studiul briofitelor, și director, între anii 1937-1958, al Grădinii Botanice din Iași. După pensionare a fost distins cu titlul de „Profesor universitar emerit”. A fost membru al Academiei de Științe din România.

## Distincții
- titlul de Profesor Emerit al Republicii Populare Romîne (18 august 1964) „pentru activitate deosebită în domeniul cercetării științifice și contribuție la dezvoltarea învățămîntului superior”[7]

## In memoriam
Un bust al profesorului Constantin Papp, operă a sculptorului Ovidiu Ciubotariu, se găsește în incinta Grădinii Botanice din Iași.